# Oberonia dolabrata
Oberonia dolabrata är en orkidéart som beskrevs av Jayaw. Oberonia dolabrata ingår i släktet Oberonia och familjen orkidéer.
Artens utbredningsområde är Sri Lanka. Inga underarter finns listade i Catalogue of Life.